# دیوید بی. نورمن
 دیوید بی. نورمن (انگلیسی: David B. Norman؛ زادهٔ ۱۹۵۲) یک دیرین‌شناس اهل بریتانیا است.